# David Unaipon
David Unaipon, né le 28 septembre 1872 à Point Mcleay (Australie) et mort le 7 février 1967  à Tailem Bend, est un prédicateur, un écrivain, un philosophe et un inventeur australien d'origine aborigène, plus précisément du peuple Ngarrindjeri.

## Biographie
David Unaipon est le fils du chef James Unaipon. Il a été instruit par la McLeay Point Mission. Il est devenu un inventeur - 
surnommé le « Léonard de Vinci australien », il déposa dix brevets. Il a breveté la technologie pour un nouveau cisaillement tenu dans la main en 1909. Il est devenu pasteur, conférencier sur les mythes et légendes indigènes et le premier auteur indigène. Il a voyagé autour de l'Australie et est devenu influent dans des affaires indigènes et voulu le gouvernement fédéral pour assurer la juridiction pour des affaires indigènes. Il a voulu l'éducation pour des aborigènes pour qu'ils puissent gagner l'entrée à la société occidentale. Il a souvent fait face à la discrimination de l'époque, mais il a annoncé la classe articulée des chefs indigènes qui deviendraient de plus en plus influents dans la société australienne pendant le XXe siècle. Son image apparaît depuis 1995 sur le billet de 50 dollar australien avec Edith Cowan.

## Travaux
- (en) David Unaipon; Legendary Tales of the Australian Aborigines. Melbourne: Melbourne University Press.  (ISBN 0-522-84905-9)

## Hommages
- David Unaipon est l'un des 11 personnages jouables du jeu de rôle Abstract Aventures Steampunk, publié en mars 2020 par Les 12 Singes[2].